# Paul Juon
Paul Juon, ros. Па́вел Фёдорович Юо́н Pawieł Fiodorowicz Juon (ur. 23 lutego?/6 marca 1872 w Moskwie, zm. 21 sierpnia 1940 w Vevey) – niemiecki kompozytor pochodzenia rosyjskiego.

## Życiorys
W latach 1888–1893 studiował w Konserwatorium Moskiewskim, gdzie jego nauczycielami byli Anton Arienski i Siergiej Taniejew (kompozycja) oraz Jan Hřímalý (skrzypce). Od 1894 do 1895 roku kształcił się u Woldemara Bargiela w Hochschule für Musik w Berlinie, gdzie uzyskał nagrodę im. Felixa Mendelssohna. W latach 1896–1897 uczył gry na skrzypcach i teorii muzyki w konserwatorium w Baku. W 1897 roku osiadł w Berlinie, gdzie w latach 1906–1934 wykładał kompozycję w Hochschule für Musik. Pracował też jako nauczyciel w szkole muzycznej w Dreźnie. Od 1919 roku był członkiem Preussische Akademie der Künste. W 1934 roku ze względu na pogarszający się stan zdrowia przeszedł na emeryturę i wyjechał do Szwajcarii.
W swojej twórczości łączył elementy typowe dla romantyzmu i neoklasyczne, wykorzystując zapożyczone z rosyjskich melodii i tańców ludowych modalizmy i ostinata.

## Ważniejsze kompozycje
(na podstawie materiałów źródłowych)

### Utwory orkiestrowe
- Symfonia A-dur (1903)
- Vaegtervise (1906)
- Aus einem Tagebuch (ok. 1906)
- Symfonia kameralna (1907)
- Eine Serenadenmusik (1908)
- 3 koncerty skrzypcowe (I h-moll 1909, II A-dur 1913, III a-moll 1931)
- Episodes concertantes d-moll na trio fortepianowe i orkiestrę (1912)
- Mysterien na wiolonczelę i orkiestrę (1928)
- Serenade na smyczki (1929)
- Mała symfonia na smyczki (1930)
- Divertimento na smyczki (1933)
- Anmut und Wurde (1937)
- Rhapsodische Sinfonie (1939)
- Tanz-Capricen (1941)
- Burletta na skrzypce i orkiestrę (1940)
- Sinfonietta capricciosa (1940)

### Utwory kameralne
- 3 kwartety smyczkowe (1898, 1904, 1920)
- kwintety fortepianowe (I d-moll 1906, II F-dur 1909)
- tria fortepianowe (I 1901, Trio-Caprice 1908, Trio 1915, Litaniae 1920 zrewid. 1929, Legende 1930, Suite 1932)
- Sekstet na 2 skrzypiec, altówkę, 2 wiolonczele i fortepian (1902)
- Divertimento na kwintet dęty i fortepian (1913)
- Kwintet dęty (1930)
- Arabesken na obój, klarnet i fagot (1941)

### Pieśni na głos i fortepian
- 5 Lieder (1900)
- Mörtelweibs Tochter (1907)
- 3 Lieder (1907)
- Österreichische Reiterlied (1914)

### Balet
- Psyche na tenora, chór i orkiestrę (1906)